# Торстенсон, Андерс (строитель)
Андерс Торстенсон (швед. Anders Torstensson, Вермланд, Швеция — 1674, Стокгольм, Швеция) — шведский инженер-строитель.
Известен своим планом регулярной застройки Выборга (1640).

## Биография
Брат викария Бломского Эрика Торстани. Учился в школе Карлстада, затем, с 1630 года, в школах Вестероса и Стренгнеса.
Инженер во вновь образованном фортификационном ведомстве под руководством генерального квартирмейстера Эрнехуфвуда с 1635 по март 1636 года; ушёл с этой службы и стал городским инженером в Стокгольме во второй половине 1646 года; инженер в Стокгольмском замке в 1649 году; инженер во вновь образованном строительном училище Стокгольма в 1653 году; ратман в Стокгольме с 11 марта 1654 года, оставаясь в должности городского инженера до 1667 года, когда по причине его «возраста и недееспособности» 5 августа было принято постановление о назначении на эту должность Хенрика Де ла Валле.
В 1639 году, после уничтожившего Выборг крупного пожара, по поручению генерал-губернатора Финляндии Пера Браге Младшего Торстенсон разработал новый план застройки города. В частности, по его проекту площадь Старой Ратуши приобрела близкую к прямоугольной форму, и на ней было возведено двухэтажное здание ратуши.
Был женат дважды, второй раз в 1669 году на вдове Гудмунде Дейк Кристине Хедвиг Раймфранк (1604—1679), брак был бездетным.